# FAM241A
FAM241A (англ. Family with sequence similarity 241 member A) – білок, який кодується однойменним геном, розташованим у людей на 4-й хромосомі. Довжина поліпептидного ланцюга білка становить 132 амінокислот, а молекулярна маса — 14 653.
| 10         |  | 20         |  | 30         |  | 40         |  | 50         |
| ---------- |  | ---------- |  | ---------- |  | ---------- |  | ---------- |
| MCSAGELLRG |  | GDGGERDEDG |  | DALAEREAAG |  | TGWDPGASPR |  | RRGQRPKESE |
| QDVEDSQNHT |  | GEPVGDDYKK |  | MGTLFGELNK |  | NLINMGFTRM |  | YFGERIVEPV |
| IVIFFWVMLW |  | FLGLQALGLV |  | AVLCLVIIYV |  | QQ         |  |            |

A: Аланін

C: Цистеїн

D: Аспарагінова кислота

E: Глутамінова кислота

F: Фенілаланін

G: Гліцин

H: Гістидин

I: Ізолейцин

K: Лізин

L: Лейцин

M: Метіонін

N: Аспарагін

P: Пролін

Q: Глутамін

R: Аргінін

S: Серин

T: Треонін

V: Валін

W: Триптофан

Локалізований у мембрані.